# Corps de ballet

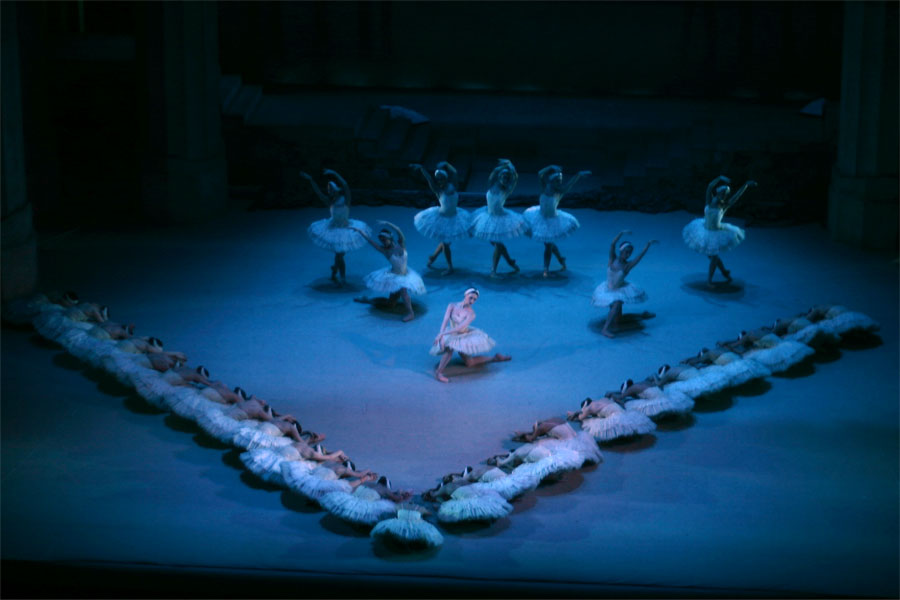
In deze scène uit Het Zwanenmeer vormt het corps de ballet een "V" aan de voorkant van het podium. De dansers zorgen ervoor dat de aandacht wordt gericht op de solist in de schijnwerpers. De dansers achter haar horen ook bij corps de ballet en vormen de achtergrond.

Het corps de ballet (letterlijk vertaald uit het Frans: het lichaam van het ballet) is in klassiek ballet de groep bestaande uit balletdansers die geen solo's dansen. Deze dansers zijn een vast onderdeel van het balletgezelschap en werken als 'decor' voor de solisten. Dansers in het corps de ballet werken samen alsof zij één zijn, met gesynchroniseerde bewegingen en bijbehorende positionering op het podium.
De toonaangevende danser in een corps de ballet is de "coryphée". Soms worden afzonderlijke choreografieën gemaakt voor de leden van het corps de ballet, zoals voor de sneeuwvlokjes in De Notenkraker.